# Anti-Imperialist League
Anti-Imperialist League – amerykański ruch przeciwników imperializmu. Zrzeszenie to utworzono 15 czerwca 1898 w Nowej Anglii.
Pierwszym prezesem Ligi (lata 1898-1905) był amerykański polityk, senator George Sewall Boutwell. Drugim i zarazem ostatnim prezesem zrzeszenia (lata 1905-1921) był amerykański prawnik Moorfield Storey. Wielu członków Ligi popierało liberalizm klasyczny i zaliczało się do Bourbonowych Demokratów, głosząc wolność handlu, standard złota i ograniczony wpływu państwa na funkcjonowanie gospodarki. Należeli do niego m.in.: Mark Twain, William Dean Howells, Henry B. Fuller, Thomas Wentworth Higgison, Thomas Bailey Aldrich, Finlay B. Fuller, Edward Atkinson, Oswald Garrison Villard.